# Tangerine Dream
Tangerine Dream este o formație germană, înființată în vara anului 1967. Este unul dintre cele mai importante nume din perioada timpurie a muzicii electronice.

## Activitate
A fost fondată de Klaus Schulze și de Edgar Froese, dintre care primul pleacă după primul album, Electronic Meditation (1970). De-a lungul celor patru decenii de activitate componența formației s-a schimbat, doar Edgar Froese fiind membru permanent. Amintim următorii membri: Klaus Schulze, Peter Bauman, Chris Franke, Klaus Klingar și Paul Haslinger, iar din 1990 lui Edgar Froese i s-a alăturat fiul său, Jerome Froese.

## Discografie selectivă
De-a lungul anilor Tangerine Dream a lansat peste o sută de albume, dar se vor reaminti doar cele mai importante. Perioadele formației sunt: The Pink Years, The Virgin Years, The Blue Years, The Melrose Years, The Seattle Years și The Millenium Years.

### The Pink Years
- Electronic Meditation (1970)
- Alpha Centauri (album) (1971)
- Zeit (1972)
- Atem (1973)

### The Virgin Years
- Phaedra (1974)
- Rubycon (1975)
- Ricochet (1975)
- Stratosfear (1976)
- Encore (1977)
- Cyclone (1978)
- Force Majeure (1979)
- Pergamon (album) (1980)
- Tangram (1980)
- Exit (album) (1981)
- White Eagle (1982)
- Logos Live (1982)
- Hyperborea (1983)

### The Blue Years
- Poland (1984)
- Le Parc (1985)
- Underwater Sunlight (1986)
- Green Desert (1986)
- Tyger (1987)
- Livemiles (1988)

### The Melrose Years
- Optical Race(1988)
- Lily on the beach (1989)
- Melrose(1990)

### The Seattle Years
- Rockoon (1992)
- 220 Volt (1993)
- Turn of the Tides (1994)
- Tyrrany of Beauty (1995)

### The Millenium Years
- Globlins Club (1996)
- Mars Polaris (1999)
- 7 letters from Tibet (2000)
- Inferno (2002)
- Purgatorio (2004)
- Jeanne D'Arc (2005)
- Paradiso (2006)